# Neuholland (Liebenwalde)
Neuholland ist ein Ortsteil der Stadt Liebenwalde (Landkreis Oberhavel, Brandenburg). Die Siedlung wurde in den Jahren nach 1659 durch klevisch-niederländische Zuwanderer aufgebaut.

## Geographie
Neuholland liegt westlich von der Kernstadt Liebenwalde in der Zehdenick-Spandauer Havelniederung. Es grenzt im Norden an Liebenberg und Falkenthal (beide Orte sind Ortsteile der Gemeinde Löwenberger Land) sowie an eine Exklave von Klein-Mutz und an Krewelin (beide Orte sind Ortsteile der Stadt Zehdenick), im Osten und Südosten an die Kernstadt Liebenwalde, im Süden an eine Exklave von Freienhagen (Ortsteil von Liebenwalde) und an Malz (Ortsteil der Stadt Oranienburg) und im Südwesten und Westen an Freienhagen.
Auf der Gemarkung liegen die Wohnplätze Bergemannhof, Sperberhof und Walterhof sowie weitere Einzelgehöfte.

## Geschichte

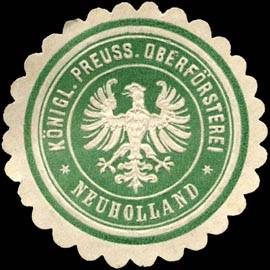
Siegelmarke der Königlich-Preußischen Oberförsterei Neuholland

1650 wurde das zu den Havelbrüchen gehörende Sumpfgebiet westlich von Liebenwalde vom Kurfürsten Joachim Friedrich im Tausch an Freiherr v. Hertefeld abgetreten. Dieser ließ das Sumpfgebiet trockenlegen und holte klevisch-niederländische Siedler ins Land, die ab 1659 die Kolonie Neuholland anlegten und aufbauten. 1708 wurde die Siedlung durch die Ansetzung von neun reformierten Familien in der Malzer Heide vergrößert. 1713 existierte eine Brauerei in Neuholland, die der Amtmann von Zehdenick gepachtet hatte. 1740 wohnten 50 (Frei-)Bauern in Neuholland. 1771 werden der Prediger, 51 Freibauern und der Schmied erwähnt. 1801 zählte das Koloniedorf 54 Feuerstellen, 50 Holländer, 14 Einlieger, ein Krug und einen königlichen Förster. 1840 war das Dorf auf 58 Wohnhäuser angewachsen. 1860 bestand das Koloniedorf aus 54 einzelnen Gehöften, drei öffentlichen Gebäuden, 58 Wohngebäuden und 299 Wirtschaftsgebäuden, darunter auch eine Holländische Getreidemühle. Das Dorf stagnierte danach, auch 1931 gab es noch diese 58 Gehöfte. In der Bodenreform von 1946 wurden 283 ha enteignet und 228 ha an 30 Vertriebene (im damaligen offiziellen Sprachgebrauch „Umsiedler“ genannt) verteilt. 1952 entstand die erste LPG vom Typ I in Neuholland, die bereits zwei Jahre später in eine LPG Typ III umgewandelt wurde. 1960 hatte sie bereits 216 Mitglieder und bewirtschaftete 2254 ha Nutzfläche. 1972 wurde eine KAP der LPGen Freienhagen, Neuholland und Falkenthal gebildet. 1973 schlossen sich die LPGen Freienhagen und Neuholland zusammen.

### Politische Geschichte
Neuholland gehörte zur Zeit seiner Gründung zum Kreis Barnim, der damals auf noch als Beritt Barnim bezeichnet wurde. Bei der Aufteilung des alten Kreises Barnim 1818 kam Neuholland zum Kreis Niederbarnim. Bei der Kreisreform von 1952 wurde Neuholland dem neugeschaffenen Kreis Oranienburg zugeordnet. 1992 schloss sich Neuholland mit Liebenwalde, Hammer, Kreuzbruch und Liebenthal zum Amt Liebenwalde zusammen. 1993 entstand der neue Landkreis Oberhavel aus den bisherigen Kreisen Oranienburg und Gransee. Zum 26. Oktober 2003 schlossen sich die Gemeinden Hammer, Liebenthal, Neuholland und die Stadt Liebenwalde (Amt Liebenwalde) und die Gemeinde Freienhagen (Amt Oranienburg-Land) zur neuen Stadt Liebenwalde zusammen. Das Amt Liebenwalde wurde aufgelöst, die Stadt Liebenwalde amtsfrei. Heute ist Neuholland ein Ortsteil der Stadt Liebenwalde.

### Kirchliche Verhältnisse
Bereits 1663 wurde eine reformierte Mutterkirche in Neuholland geschaffen, 1840 eine unierte Mutterkirche. Die reformierte Kirche war der Inspektion Neuruppin unterstellt, die unierte Kirche der Superintendentur Zehdenick. Die Mutterkirche Neuholland hatte bis 1930 eine Tochterkirche in Kreuzbruch. Das Patronat war königlich bzw. später fiskalisch.

### Einwohnerentwicklung
| Jahr | Einwohner |
| ---- | --------- |
| 1772 | 547       |
| 1801 | 579       |
| 1817 | 500       |
| 1840 | 486       |
| 1858 | 510       |
| 1895 | 419       |
| 1925 | 480       |
| 1939 | 417       |
| 1946 | 597       |
| 1964 | 804       |
| 1971 | 802       |
| 1981 | 695       |
| 1991 | 660       |
| 2001 | 688       |

## Kultur und Sehenswürdigkeiten

### Baudenkmale
Die Denkmalliste des Landes Brandenburg für den Landkreis Oberhavel verzeichnet für Neuholland fünf Baudenkmale.
- Liebenberger Damm 1, Bauernhaus
- Nassenheider Chaussee/Kirchsteig, Dorfkirche: Die Kirche von Neuholland ist ein quadratischer Putzbau, der 1710 errichtet wurde. Der Dachturm mit spitzem Helm sitzt in der Dachmitte. Der Dachturm wurde 1856/7 verändert. 1945 brannte die Kirche aus und wurde 1955/6 vereinfacht wieder aufgebaut. Der Innenraum mit Westempore ist mit einer Balkendecke versehen.

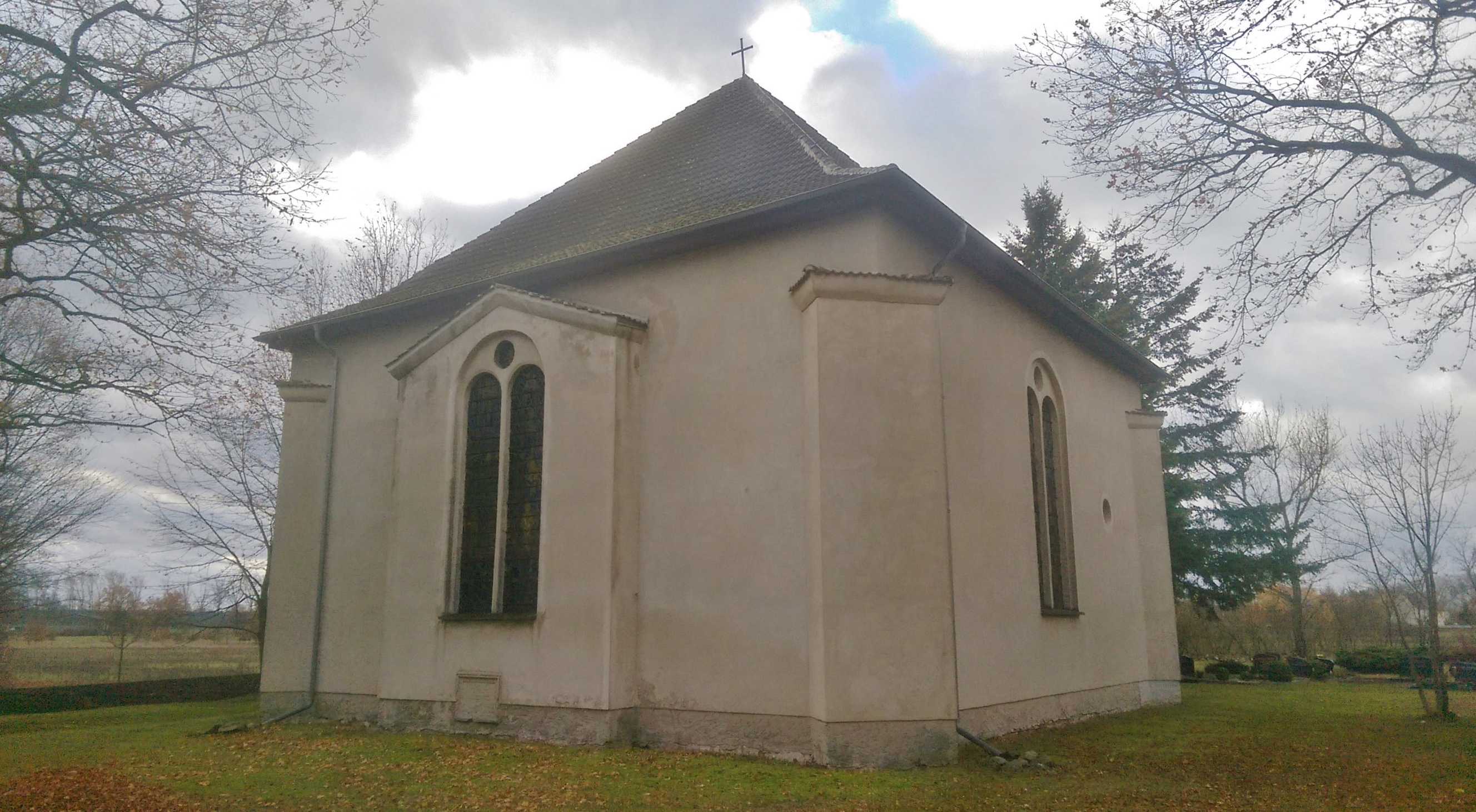
Dorfkirche

- Nassenheider Chaussee 41, Käsetrockenhaus
- Straße zum Stausee 3, Kachelofen
- Zehdenicker Damm 6, Backhaus

### Bodendenkmale
Die Denkmalliste des Landes Brandenburg für den Landkreis Oberhavel verzeichnet für Neuholland drei Bodendenkmale. Aufgrund seiner Lage in einem früheren Sumpfgebiet ist die Gemarkung Neuholland relativ arm an Bodendenkmalen.
- eine Siedlung der Ur- und Frühgeschichte
- eine Siedlung der Bronzezeit, ein Rast- und Werkplatz der Steinzeit
- ein (weiterer) Rast- und Werkplatz der Steinzeit, ein Gräberfeld der Bronzezeit, ein Einzelfund des deutschen Mittelalters